# Люзова змінна
В задачі оптимізації, люзова змінна це змінна, яку додають до обмеження, щоб перетворити його з нерівності на рівність. Введення люзової змінної заміняє обмеження нерівність на обмеження рівність і обмеження невід'ємності для люзової змінної.:131
Люзові змінні використовуються, зокрема, в лінійному програмуванні. Як і інші змінні в доповнених обмеженнях, люзові змінні не можуть набувати від'ємних значень, бо симплекс-метод вимагає їх бути додатними або нулями.
- Якщо люзова змінна пов'язана з обмеженням має значення нуль в певному розв'язку, то це зв'язувальне обмеження.
- Якщо люзова змінна має додатне значення в певному розв'язку, то таке обмеження незв'язувальне.
- Якщо люзова змінна має від'ємне значення в певній точці, то така точка недопустима, бо вона не задовольняє обмеженню невід'ємності.

## Приклад
Вводячи люзову змінну {\displaystyle \mathbf {y} \geq \mathbf {0} }, нерівність
{\displaystyle \mathbf {A} \mathbf {x} \leq \mathbf {b} } можна перетворити на рівняння
{\displaystyle \mathbf {A} \mathbf {x} +\mathbf {y} =\mathbf {b} }.